# Абсолон
«Абсолон» (англ. Absolon) — британо-канадський постапокаліптичний трилер 2003 р. режисера Девіда Барто. Головні ролі виконали: Кристофер Ламберт, Лу Даймонд Філліпс і Келлі Брук.
Сюжет розгортається навколо майбутнього суспільства, де єдиною надією на виживання від смертельного вірусу є препарат під назвою Абсолон (англ. Absolon).

## Сюжет
2010 рік. Кожна людина на планеті інфікована смертельним вірусом, що знищив половину населення. Абсолон є ліками, що уповільнюють процес хвороби, одна корпорація керує процесом виробництва Абсолону, Мерчісон (Рон Перлман) — її лідер.
Корпоративний учений, який займався дослідженням вірусу, знайдений убитим. Норман Скотт (Кристофер Ламберт) — поліцейський, якому доручено розслідувати злочин. Він розкриває змову за участю вченого, дізнається, що той працював над частковим дозуванням ліків і був близьким до відкриття справжніх ліків. Команда з ліквідації починає полювати на Скотта, він пускається в біга з Клер (Келлі Брук), однією з колег вбитого вченого. Вони дізнаються, що вбивцями є співробітники Мерчісона.
У процесі розслідування Скотту стає ясно, що існують деякі люди, яким не вводили Абсолон, але вони здатні виробляти антивірус самі. Як пізніше виявляється, що справжньою причиною, за якою переслідують Нормана Скотта, є те, що він — носій ефективного антивіруса. Главі фармацевтичного концерну Мерчісону, випускаючому Абсолон, не вигідна поява диво-ліків. Клер вдається передати правдиву інформацію в поліцію, яка встигає вчасно вжити заходів і порушити підступні задуми глави концерну.

## Ролі
- Кристофер Ламберт — детектив Норман Скотт
- Келлі Брук — доктор Клер Віттакер
- Рон Перлман — Мерчісон
- Лу Даймонд Філліпс — агент Волтерс

## Виробництво
Фільм отримав рейтинг R через деякі сцени насильства.
Теглайни:
- «Боротьба за лікування… Або повне винищення!»
- «Вони контролюють нас всіх».
- «У світі, заручнику смертельної чуми, одна людина ризикує всім, щоб доставити ліки».

## Критика
Рейтинг фільму на сайті IMDb — 4,2/10 на основі 2 637 голосів.

## Цікаві факти
- Коли Девіс стріляє в поліцейських, вона робить 18 пострілів, але Desert Eagle, який вона тримає, може мати в магазині тільки від 8 до 9 куль.